# Klukwan
Klukwan (Tlingit: Tlákw.aan) ist ein Ort und ein census-designated place (CDP) in der Hoonah-Angoon Census Area in Alaska. Das U.S. Census Bureau hatte bei der Volkszählung 2020 eine Einwohnerzahl von 87 ermittelt.

## Geographie
Klukwan befindet sich im Alaska Panhandle im Südosten Alaskas 30 km nordwestlich von Haines sowie knapp 140 km nordnordwestlich von Juneau, der Hauptstadt Alaskas. Der Ort befindet sich am linken Flussufer des Chilkat River gegenüber der Einmündung des Tsirku River. Der Haines Highway führt an Klukwan vorbei. Klukwan bildet eine Enklave im Haines Borough.

## Geschichte
Klukwan war anfangs ein Tlingit-Dorf an der Handelsroute Dalton Trail. 1880 meldete die U.S. Navy das Dorf als „Chilcat of Klukquan“. 1902 wurde in Klukwan eine Bureau-of-Indian-Affairs-Schule eröffnet sowie eine Presbyterianer-Kirche. Zur selben Zeit wurde Fort Seward, ein Militärstützpunkt bei Haines, eingerichtet. In der Folge änderte sich das Gemeindeleben. Clan-Häuser, Mehrfamilien-Häuser, wurden durch Einzelfamilienhäuser ersetzt. Die Kultur der Eingeborenen wurde von den Vereinigten Staaten unterdrückt, Kinder in Kinderheimen verlegt und umerzogen. Potlatch-Feste und andere Tlingit-Bräuche wurden per Gesetz verboten. Klukwan erschien erstmals beim United States Census 1980 als ein census-designated place.  Klukwan ist das einzige heute noch existente Dorf von ehemals fünf Chilkat-Dörfern.

## Demografie
Zum Zeitpunkt der Volkszählung im Jahre 2020 (U.S. Census 2020) hatte Klukwan 87 Einwohner auf einer Landfläche von 3,6 km². Von den Einwohnern waren 10 Weiße sowie 67 amerikanisch-indianischer Abstammung. Beim Zensus im Jahr 2000 wurden 139 Einwohner gezählt, 2010 waren es 95. Die Bevölkerungsentwicklung war in den letzten Jahren rückläufig.